# Томислав Ивковић
Томислав Ивковић (11. август 1960, Загреб) бивши је југословенски фудбалер, а сада хрватски тренер. Као фудбалер играо је на позицији голмана.

## Каријера
Томислав Ивковић је фудбалску каријеру почео у Динаму из Загреба, клубу из свог родног града. Са Динамом осваја Куп маршала Тита 1980, да би после 3 године прешао у Динамо из Винковаца. Убрзо прелази у Црвену звезду у којој игра две сезоне. Са екипом осваја титулу 1984, да би 1985. прешао у Сваровски Тирол из Аустрије.
Године 1989. прелази у лисабонски Спортинг за који наступа четири године. Фудбалску каријеру завршава у португалском клубу Естрела Амадора 1998. године.

## Репрезентација
За репрезентацију Југославије је дебитовао на пријатељској утакмици 30. марта 1983. против Румуније. На Олимпијским играма 1984. у Лос Анђелесу био је део екипе која је освојила бронзану медаљу.
Био је први голман репрезентације на Светском првенству 1990. где је са репрезентацијом дошао до четвртфинала такмичења, у ком је Југославија играла против Аргентине. После 120 минута игре резултат је био нерешен, па су се изводили пенали. Ивковић је одбранио шут Марадоне, а исто то је учинио и пар месеци раније у мечу Купа УЕФА против Наполија, играјући за Спортинг из Лисабона. И поред Ивковићевог одбрањеног пенала Југославија није успела да победи на тој утакмици, јер су пенале промашили Стојковић, Брновић и Хаџибегић.
За Југославију је одиграо 38 утакмица, и тако је трећи голман по броју наступа за Југославију после Владимира Беаре (59) и Милутина Шошкића (50).

## Трофеји
Динамо Загреб
- Куп Југославије : 1980.

Црвена звезда
- Првенство Југославије : 1984.